# Agios Nikolaos (Thesprotia)
Agios Nikolaos este un oraș în Grecia în prefectura Thesprotia.